# Le Vésuve
Le Vésuve est un tableau réalisé par Albert Marquet vers 1909. Il représente la baie de Naples avec le Vésuve en arrière-plan.
Cette peinture à l'huile sur toile est conservée au musée Pouchkine à Moscou.